# 독신 (드라마)
《독신》은 TBS에서 2009년 10월 16일부터 같은 해 12월 18일까지 매주 금요일 22:00-22:54에 방송된 드라마다. 제작 프로덕션은 MMJ이며 주연은 미즈키 아리사이다.

## 개요
33세에 독신인 한 여성교사가 10살 연하에 “초식남”이라 불리는 한 남자에게 끌려가는, 소위 말하는 '연상연하 커플'에 스포트라이트를 맞춘 러브 코미디.
캐치카피는 "그래서, 뭐가 나쁘다는 거야!"이다.
다치바나 케이타는 연속 드라마 첫 출연, 마히로 에리카도 다카라즈카 퇴단 후 처음으로 출연하는 드라마.

## 줄거리
도쿄도내의 명문 여자고등학교에서 교사로 근무하는 아키야마 사토미(미즈키 아리사)는 33세의 독신, “오히토리사마”라고 불린다. 어느 날 사토미가 근무하는 여고에 결혼 퇴직한 교사의 후임으로 23세의 코사카 신이치(코이케 텟페이)가 임시 교사로 부임되어 온다.

## 등장 인물
- 아키야마 사토미(33) - 미즈키 아리사

세이카 여자고등학교, 일본사 교사 겸 2학년 주임. 배구부의 고문. 고민이 있는 듯한 사람을 가만히 두지 못해 오지랖이 넓다는 평을 듣는다.
오랫동안 자취를 해왔지만 가사는 서툴다. 수입은 안정된 편. 집은 항상 지저분 하고, 식사는 외식이 많다.
최근엔 학교 후원회 부회장의 아들 니카이도와 맞선, 5년 전에 헤어진 남자친구 쇼고와도 재회, 두 사람 모두에게 프러포즈를 받지만 거절하고 신이치에게 고백하기로 한다.
- 카미자카 신이치 (23) - 코이케 텟페이

현대 국어 담당. 임시 교사. 초식남. 2세 때 양친의 이혼으로, 어머니의 얼굴도 모른채 아버지와 자라왔다. 그 때문에 요리나 청소, 절약법 등을 사토미와는 정반대로 몸에 익히고 있다. 대학 졸업 후, 히로유키의 맨션에 얹혀살며 프리터로 근근히 생활하고 있던 중, 대학 취직과의 권유로 여고 임시교사직을 추천 받는다. 그 후 히로유키의 여동생이 돌아와 더는 히로유키의 집에 있을 수 없어 짐을 싸고, 우여곡절 끝에 집을 찾을 때까지 사토미의 맨션에 얹혀살기로 한다. 점점 사토미를 좋아하게 된다.
- 다시마 요시에 (45) - 마야 미키

세이카 여자고등학교 제4대 교장. 사토미와 신이치 사이의 묘한 분위기를 눈치 채고, 두 사람이 동거하고 있는 것을 제일 먼저 알게 된다. 이혼 경험이 있다.
사실은 신이치의 모친. 사토미를 교사로서 높이 평가한다.
- 사와이 키미카 (23) - 마츠시타 나오

영어 교사. 후원회 회장의 딸. 신이치에게 호의를 품고 있기 때문에, 자신을 쫓아다니는 히로유키는 전혀 상대하지 않고 있다.
무슨 일이 있어도 신이치는 포기하지 않고, 별장으로 초대하거나, 도시락을 만들거나 하며 맹 어택. 언제나 당당하다.
마지막에는 히로유키의 다정함에 이끌려 사귀기 시작한다.
- 야노 사에코 (29) - 사카이 와카나

수학 교사. 교감에게 아첨해 학년 주임 자리를 노린다. 나름 젊은 나이에 학년 주임이 된 사토미를 일방적으로 라이벌시 한다.
남자친구 앞에서는 학교에서의 무서운 목소리와는 정 반대되는, 애교가 철철 넘치는 목소리로 이야기 한다.
- 하라다 히로유키 (23) - 타치바나 케이타(w-inds.)

신이치의 대학 시절 친구. 여동생이 있다. 키미사카에게 한눈에 반했다. 공사 현장에서 일을 하고 있다. 누구에게나 공평하고 다정하다. 신이치와는 친형제같은 사이다.
- 아오키 치히로 (28) - 스즈키 아미

양호 교사. 사토미의 상담 담당. 봉제 인형을 매우 좋아한다.
- 사사키 마이 (28) - 기타가와 히로미

체육 교사.
- 마츠무라 유키 (27) - 마히로 에리카

음악 교사.
- 사에구사 미나미 (17) - 오타니 미오

2학년 A반 학생. PTA회장의 딸. 교묘한 수법으로 신이치에게 어프로치를 건다. 우등생으로 미인이기 때문에, 주위에는 따라다니면 비위를 맞춰주는 친구들이 많이 있다. 고집이 세고 프라이드가 높은 응석받이.
- 미야모토 에리 (17) - 고바야시 사리

2학년 A반 학생. 5살 때 모친이 가족을 두고 집을 나가, 어떤 트라우마에 휩싸여 있다.
- 기쿠치 리카 (17) - 이시이 미에코

2학년 A반 학생.
- 가토 사키 (17) - 오카무라 마즈미

2학년 A반 학생.
- 노노무라 신스케 (40) - 데이빗 이토

지리교사 겸 3학년 A반 담임. 차기 교감 자리를 노린다. 항상 교감과 행동을 함께 한다.
- 이노우에 히로후미 (50) - 사토이 켄타

교감. 요시에를 끌어내리고 교장 자리에 올라서려 한다.

### 게스트
- 택배 배달원 - 고리
- 하세가와 쇼고(사토미의 예전 남자친구) - 하카마타 요시히코
- 하라다 사야카(히로유키의 여동생) - 히라타 카오루
- 사카우에(비상근·가정과 교사) - 미야지 마사코
- 청소부 - 카미무라 요리코
- 니카이도(사토미의 맞선 상대) - 나카무라 슌스케
- 야나이다 케이코(3학년 A반 학생) - 쿠사카리 마유
- 다나카(사에코의 예전 남자친구) - 콘도 고엔
- 경비원 - 나가타 료스케
- 아키야마 후미요(사토미의 모친) - 다카바야시 유키코
- 나오코(사토미의 친구) - 무라이 미키
- 치아키(사토미의 친구) - 다카세 히메코

## 스태프
- 각본 : 오자키 마사야, 세키 에리카
- 음악 : 나카니시 쿄
- 프로듀서 : 마사키 아츠시(TBS), 온다 코이치(MMJ), 이토 타츠야(MMJ)
- 연출 : 한 철(TBS), 우에다 히사시·오오츠카 토오루(MMJ)
- 스튜디오 : 기누타 스튜디오
- 제작 : MMJ, TBS

## 음악
- 주제가 : 『Am i Fallin' in Love?』 기타구치 카즈사 (SONIC GROOVE)
- 오프닝 : 『목소리를 들려줘』(声をきかせて 코에오키카세테[*]) BIGBANG (유니버설J)

## 서브타이틀·시청률
| 각 화                                          | 방송일           | 서브타이틀                                                     | 각본          | 연출            | 시청률 |
| ---------------------------------------------- | ---------------- | -------------------------------------------------------------- | ------------- | --------------- | ------ |
| 제1화                                          | 2009년 10월 16일 | 거침 없이 갈 거야, 각오하도록! 여자 교사VS초식남               | 오자키 마사야 | 우에다 히사시   | 10.8%  |
| 제2화                                          | 2009년 10월 23일 | 나도 지키고 싶어!                                              | 오자키 마사야 | 우에다 히사시   | 8.6%   |
| 제3화                                          | 2009년 10월 30일 | 혼자가 아니었어…우리 집에도 남자가 있어!                       | 오자키 마사야 | 한 철           | 8.4%   |
| 제4화                                          | 2009년 11월 06일 | 나는 알아, 넌 도망칠 사람이 아니라는 걸!                       | 오자키 마사야 | 우에다 히사시   | 9.7%   |
| 제5화                                          | 2009년 11월 13일 | 긴급 맞선! 더블 데이트! 프러포즈                               | 세키 에리카   | 한 철           | 8.7%   |
| 제6화                                          | 2009년 11월 20일 | 나, 좋아하는 사람이 생긴 것 같아!                              | 오자키 마사야 | 오오츠카 토오루 | 7.5%   |
| 제7화                                          | 2009년 11월 27일 | 울어! 안아줘! 그리고 갑작스런 고백!                            | 세키 에리카   | 우메다 히사시   | 10.5%  |
| 제8화                                          | 2009년 12월 04일 | 결국 들켜버렸다. 그리고 갑작스런 키스!                         | 세키 에리카   | 한 철           | 8.6%   |
| 제9화                                          | 2009년 12월 11일 | 예전 남자친구&맞선남 등장. 드디어 최종화                       | 세키 에리카   | 오오츠카 토오루 | 11.0%  |
| 최종화                                         | 2009년 12월 18일 | 감동의 최종회여야 하는데 뜬금없는 결말! 연상연하 커플의 행방은 | 세키 에리카   | 우메다 히사시   | 10.3%  |
| 평균시청률 9.4% (간토지방· 비디오 리서치 조사) |                  |                                                                |               |                 |        |